# Gustav Spindler
Gustav Spindler (vollständiger Name: Gustav Wilhelm Theodor Spindler; * 6. Juni 1859 in Elster; † 6. Oktober 1928 in Augustusburg) war ein deutscher Förster. Er gilt als namhafter Vertreter naturnaher Forstwirtschaft im sächsischen Erzgebirge.

## Leben
Nach seiner Schulausbildung an der Realschule in Plauen wurde er 1879 Eleve beim Forstamt Carlsfeld. Anschließend studierte er an der Forstakademie Tharandt. Nach dem Abschluss war er als Forstassessor in Rosenthal-Schweizermühle und Leubsdorf (Sachsen) tätig. Von 1899 bis 1904 verwaltete er das Forstamt in Grünhain. 1904 wurde Spindler Forstmeister in Carlsfeld, wo er bis zum Erreichen des Pensionsalters 1924 wirkte. In Augustusburg setzte er sich zur Ruhe, wo sich sein Gesundheitszustand rasch verschlechterte, so dass er im Alter von 69 Jahren starb.
Sein besonderes Verdienst für die naturnahe Forstwirtschaft bestand „in der Bewirtschaftung des Carlsfelder Reviers im Vorverjüngungsverfahren, besonders der Naturverjüngung unter weitgehender Vermeidung von Kahlschlägen“.